# Маслей Віктор Михайлович
Віктор Михайлович Маслей (нар. 11 вересня 1975, м. Тернопіль, Україна) — український рятувальник.

## Життєпис
Віктор Маслей народився 11 вересня 1975 року в місті Тернопіль Тернопільської області України.
Закінчив Львівське пожежно-технічне училище (1995), Черкаський інститут пожежної безпеки (1999).
Працював:
- начальником караулу 2-ї державної пожежної частини технічної служби м. Тернополя відділу державної пожежної охорони УМВС України в Тернопільській області (червень-грудень 1995);
- викладачем (грудень 1995 — вересень 1997), старшим викладачем спеціальних дисциплін (вересень 1997 — вересень 1998) учбового пункту державної пожежної  охорони м. Тернополя відділу державної пожежної охорони УМВС України в Тернопільській області;
- інженером відділення служби підготовки та пожежегасіння відділу державної пожежної охорони УМВС України в  Тернопільській області (вересень 1998 — січень 1999);
- інженером (січень 1999 — грудень 1999), старшим інженером (грудень 1999 — серпень 2002) групи пожежної техніки та засобів зв’язку  відділу державної пожежної охорони УМВС України в Тернопільській області;
- старшим інженером групи пожежної техніки  відділу пожежної безпеки УМВС України в Тернопільській області (серпень 2002 — лютий 2003);
- старшим інженером групи пожежної техніки  відділення служби та пожежегасіння відділу пожежної безпеки МНС України в  Тернопільській області (лютий 2003 — вересень 2003);
- начальником відділу ресурсного забезпечення управління пожежної безпеки та аварійно-рятувальних робіт МНС України в Тернопільській області (вересень 2003 — грудень 2003);
- начальником відділу матеріально-технічного забезпечення Управління МНС України в Тернопільській області (грудень 2003 — вересень 2005);
- головним фахівцем відділу забезпечення автомобільною, пожежно-рятувальною технікою та оснащенням Департаменту ресурсного забезпечення, резервів та зв`язку МНС України (вересень 2005);
- головним фахівцем відділу забезпечення автомобільною, пожежно-рятувальною технікою та оснащенням Департаменту ресурсного забезпечення та резервів МНС України (вересень 2005 — квітень 2006);
- першим заступником начальника ГУ МНС України в Тернопільській області (квітень 2006 — грудень 2010);
- першим заступником начальника УМНС України в Тернопільській області (грудень 2010 — лютий 2012);
- першим заступником начальника Територіального управління МНС у Тернопільській області (лютий 2012 — березень 2013);
- першим заступником начальника Управління ДСНС України у Тернопільській області (березень 2013 — серпень 2014).

З 1 серпня 2014 року — начальник Управління ДСНС України у Тернопільській області.

## Відзнаки
- нагрудний знак МВС України «За відзнаку в службі» (2002),
- нагрудний знак Управління МНС України в Тернопільській області «За заслуги» (2005),
- почесна відзнака МНС України (2007),
- відзнака МНС України «За відвагу в надзвичайній ситуації» ІІ ступеня (2008),
- орден «За спасіння життя» (2018)[2].

## Родина
Одружений, з дружиною Наталією виховують Соломію і Євгена.